# Teresa Schergaut
Teresa Schergaut (* 4. November 1988 in Halle (Saale)) ist eine deutsche Schauspielerin.

## Leben
Schergaut studierte zunächst Literatur- und Kulturwissenschaft sowie Geschichte an der TU Dresden. (Abschluss Bachelor of Arts).
Von 2012 bis 2016 studierte sie Schauspiel an der Filmuniversität Babelsberg Konrad Wolf und spielte in Kurzfilmen von Johannes Naber, Aelrun Goette, Oliver Alaluukas und Michael Fetter Nathansky.
Am Theater spielte Schergaut an verschiedenen Häusern, unter anderem am an der Volksbühne Berlin, Hebbel am Ufer und dem Schauspiel Leipzig.

## Filmografie (Auswahl)
- 2016: Dit is Fußball! (Regie: Jakob Fischer, Sophie Linnenbaum, Sophia Bösch, Clemens Beier), Tele 5, Filmuniversität Babelsberg
- 2019: Polizeiruf 110: Zehn Rosen
- 2021: Oh Hell (Regie: Lisa Miller, Simon Ostermann), TNT Comedy/ Magenta TV
- 2022: SOKO Wismar – Tod und Korn (Regie: Dirk Pientka), ZDF
- 2023: Tierärztin Dr. Mertens: Keine andere Wahl (Fernsehserie)
- 2025: Tierärztin Dr. Mertens: Die bittere Wahrheit, Ein schlechter Plan (Fernsehserie)

## Theater (Auswahl)
- 2012: Ein Sommernachtstraum (Regie: Fabian Gerhardt), Staatsschauspiel Dresden
- 2014: Frühlings Erwachen (Regie: Wilko Drews), Ballhaus Rixdorf Neukölln
- 2014–2015: Live Fast – Die Young (Regie: Andreas Rehschuh), Hans Otto Theater Potsdam
- 2015: Bauernkommentar (Regie: Thomas Heise), HAU Hebbel am Ufer
- 2016–2017: Einfach tierisch (Regie: Thomas Schendel), Schlosspark Theater Berlin
- 2018–2019: Der Räuber Hotzenplotz (Regie: Valentin Stroh), Theater Ulm[1]
- 2018–2019: Aufstieg und Fall des Uli H. – Eine deutsche Wurstiade (Übernahme, Regie: Stephan Dorn), Theater Ulm[2]
- 2019 Final Fantasy (Regie: Lucia Bihler), Volksbühne Berlin
- 2020 Iphigenie. Traurig und geil im Taurerland (Regie: Lucia Bihler), Volksbühne Berlin
- 2021 Der Besuch der alten Dame (Übernahme) (Regie: Nuran David Calis), Schauspiel Leipzig
- 2021 Die Rättin (Regie: Claudia Bauer), Schauspiel Leipzig
- 2022 Für meinen Bruder (Regie: Elsa-Sophie Jach), Schauspiel Leipzig
- 2022 Romeo und Julia (Regie: Pia Richter), Schauspiel Leipzig